# Raúl Navarro del Río
Raúl Navarro del Río (n.Sevilla, 7 de febrero de 1994) más conocido como Raúl Navarro, es un futbolista español que puede alternar las posiciones de lateral derecho y mediocentro en las filas del Burgos Club de Fútbol de la Segunda División de España.

## Trayectoria
Nacido en Sevilla, Raúl Navarro es un lateral derecho formado en la cantera del Sevilla FC. En la temporada 2013-14, formaría parte de la plantilla del Sevilla Fútbol Club "C".
En la temporada 2015-16, ascendió a Segunda División en las filas del Sevilla Atlético.
En la temporada 2016-17, jugaría en la Unión Deportiva Almería "B" en Tercera División. 
En la temporada 2017-18, firma por el Real Valladolid Club de Fútbol "B" de Segunda División B, en el que jugaría durante 3 temporadas.
En la temporada 2019-20, sumó más de 2.300 minutos a lo largo de 27 partidos, anotó un gol y dio dos asistencias. El jugador sevillano ejerció como capitán del filial vallisoletano, que culminó en cuarto del Grupo 2 en Segunda División B, sin embargo, cayó en la primera eliminatoria de la eliminatoria de ascenso frente al FC Barcelona B.
El 7 de agosto de 2020, Raúl se unió al Burgos Club de Fútbol de la Segunda División B. En la temporada 2020-21 jugaría 28 partidos (incluidos 2 partidos de Copa del Rey) en los que anotaría un gol.
El 23 de mayo de 2021, logra el ascenso a la Segunda División de España, tras vencer en la final de la eliminatoria de ascenso al Bilbao Athletic en el Estadio Francisco de la Hera de Almendralejo.

## Clubes
| Club                               | País   | Año             |
| ---------------------------------- | ------ | --------------- |
| Sevilla Fútbol Club "C"            | España | 2013-2015       |
| Sevilla Atlético                   | España | 2015-2016       |
| Unión Deportiva Almería "B"        | España | 2016-2017       |
| Real Valladolid Club de Fútbol "B" | España | 2017-2020       |
| Burgos Club de Fútbol              | España | 2020-Actualidad |